# Тополине
Тополине е село във Болградски район, Одеска област в Украйна с население 400 души, селото е основано през 1978 година, намира се на 8 метра надморска височина.

## Население

### Езици
Численост и дял на населението по роден език, според преброяването на населението през 2001 г.:
| Роден език | Численост | Дял (в %) |
| Общо       | 427       | 100.00    |
| Руски      | 250       | 58.54     |
| Български  | 66        | 15.45     |
| Украински  | 42        | 9.83      |
| Молдовски  | 32        | 7.49      |
| Гагаузки   | 30        | 7.02      |
| Други      | 7         | 1.63      |